# Övre Långtjärnen (Norrbärke socken, Dalarna)
Övre Långtjärnen är en sjö i Smedjebackens kommun i Dalarna och ingår i Norrströms huvudavrinningsområde. Sjön har en area på 0,0771 kvadratkilometer och ligger 167,5 meter över havet.

## Delavrinningsområde
Övre Långtjärnen ingår i det delavrinningsområde (665577-147484) som SMHI kallar för Mynnar i Saxån. Medelhöjden är 224 meter över havet och ytan är 14,88 kvadratkilometer. Det finns inga avrinningsområden uppströms utan avrinningsområdet är högsta punkten. Vattendraget som avvattnar avrinningsområdet har biflödesordning 6, vilket innebär att vattnet flödar genom totalt 6 vattendrag innan det når havet efter 263 kilometer. Avrinningsområdet består mestadels av skog (84 procent). Avrinningsområdet har 1,12 kvadratkilometer vattenytor vilket ger det en sjöprocent på 2 procent.